# Acorn System 2
L'Acorn System 2 era un home computer prodotto dalla Acorn Computers nel 1980. Era il successore dell'Acorn System 1.
Aveva una memoria RAM fino a 32 KB ed una ROM di 4 KB. Il processore MOS 6502 aveva una frequenza di 1,006 MHz.

## Caratteristiche tecniche
- Processore MOS 6502 a 1,006 MHz
- Memoria RAM da 4 a 32 KB
- Memoria ROM da 4 KB
- Tastiera meccanica con 60 tasti
- Chip per la grafica Motorola MC6845
- Risoluzione in modo testo 32x24 oppure 16x12
- Risoluzione in modalità grafica 64x64 pixel (4 colori), 64x96 (4 colori), 128x96 (monocromatico), 64x192 (4 colori), 128x192 (2 colori), 256x192 (monocromatico).